# Möte på hotell
Möte på hotell (tyska: Zwischen gestern und morgen) är en tysk dramafilm från 1947 i regi av Harald Braun. Filmen handlar om en grupp tyska människor som samlas på ett hotell, där de konfronteras med de handlingar och val de gjorde under Nazitysklands existens. Flera av de medverkande skådespelarna hade under perioden själva medverkat i regimens propagandafilmer.

## Rollista
- Hildegard Knef – Kat
- Winnie Markus – Annette Rodenwald
- Sybille Schmitz – Nelly Dreifuss
- Willy Birgel – Alexander Corty
- Viktor de Kowa – Michael Rott
- Viktor Staal – Rolf Ebeling
- Carsta Löck – Frau Gertie
- Erich Ponto – prof. von Walter
- Otto Wernicke – Trunk